# Binnendijle

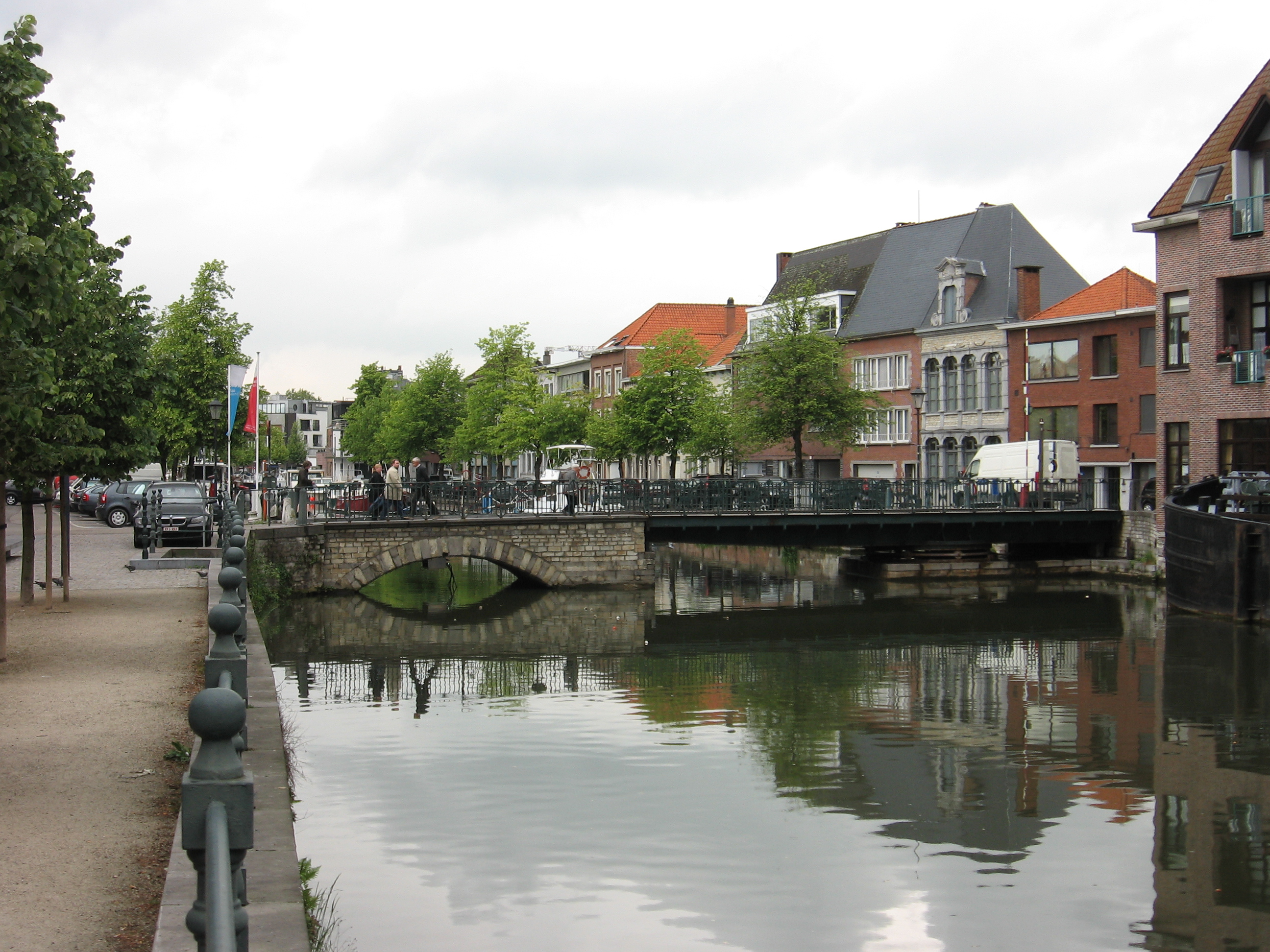
De Binnendijle ter hoogte van de Kraanbrug te Mechelen

De Binnendijle is de naam voor de arm van de Dijle die door het centrum van de stad Mechelen stroomt. 
Ten zuidoosten van Mechelen wordt de Dijle gesplitst in twee armen: de Binnendijle (de oorspronkelijke Dijlebedding die door het stadscentrum loopt) en de Afleidingsdijle, die in 1904 gegraven werd om het overtollige rivierwater rond de stad te leiden. De Binnendijle is stroomopwaarts en stroomafwaarts van de stad afgesloten met een sluis. Ten noordwesten van de stad vloeit ze weer samen met de Afleidingsdijle. 
Historische bruggen over de Binnendijle zijn de Kraanbrug, de Hoogbrug en de Fonteinbrug.